# Nannaria castanea
Nannaria castanea är en mångfotingart som först beskrevs av John McNeill 1887.  Nannaria castanea ingår i släktet Nannaria och familjen Xystodesmidae. Inga underarter finns listade i Catalogue of Life.